# Palestine aux Jeux paralympiques
Les Territoires palestiniens participent aux Jeux paralympiques sous le nom de « Palestine ». Prenant part pour la première fois aux Jeux d'été de 2000 à Sydney avec deux athlètes, dont Husam Azzam qui remporte une médaille de bronze en lancer de poids, les Palestiniens ont participé à tous les Jeux d'été depuis cette date. Représentés à chaque occasion par une petite délégation de deux concurrents en athlétisme, ils ont remporté au total trois médailles (une d'argent et deux de bronze). La Palestine n'a jamais pris part aux Jeux d'hiver.

## Médailles

### Par année
| Année        | Médaille d'or, Jeux paralympiques | Médaille d'argent, Jeux paralympiques | Médaille de bronze, Jeux paralympiques | Total |
| 2000 Sydney  | 0                                 | 0                                     | 1                                      | 1     |
| 2004 Athènes | 0                                 | 1                                     | 1                                      | 2     |
| 2008 Pékin   | 0                                 | 0                                     | 0                                      | 0     |
| 2012 Londres | 0                                 | 0                                     | 0                                      | 0     |
| 2016 Rio     | 0                                 | 0                                     | 0                                      | 0     |
| 2020 Tokyo   | 0                                 | 0                                     | 0                                      | 0     |
| 2024 Paris   | 0                                 | 0                                     | 0                                      | 0     |
| Total        | 0                                 | 1                                     | 2                                      | 3     |

### Médaillés
| Jeux         | Nom               | Sport      | Épreuve                     | Résultat    |
| ------------ | ----------------- | ---------- | --------------------------- | ----------- |
| 2000 Sydney  | Husam Azzam       | Athlétisme | Lancer de poids hommes F53  | 6,84 mètres |
| 2004 Athènes | Husam Azzam       | Athlétisme | Lancer de poids hommes F53  | 7,82 mètres |
| 2004 Athènes | Mohammed Fannouna | Athlétisme | Saut en longueur hommes F13 | 6,59 mètres |